# 상과 하
상과 하(The Enemy Below)는 미국에서 제작된 딕 포웰 감독의 1957년 액션, 전쟁, 드라마 영화이다. 로버트 미첨 등이 주연으로 출연하였고 딕 포웰 등이 제작에 참여하였다.

## 출연

### 주연
- 로버트 미첨
- 쿠르트 유르겐스

### 조연
- 데이비드 헤디슨
- 데오도르 비켈
- 러셀 콜린스
- 커트 크루거
- 프랭크 앨버트슨
- 비프 엘리어트

## 제작진
- 원작자: D.A. 레이너
- 특수효과: 월터 로시
- 의상: 찰스 르 마리